# Milenky (film)
Milenky (v anglickém originále Mistress) je americká filmová komedie z roku 1992. Režisérem filmu je Barry Primus. Hlavní role ve filmu ztvárnili Robert De Niro, Danny Aiello, Robert Wuhl, Martin Landau a Laurie Metcalf.

## Obsazení
| Robert De Niro   | Evan M. Wright   |
| Danny Aiello     | Carmine Rass     |
| Robert Wuhl      | Marvin Landisman |
| Martin Landau    | Jack Roth        |
| Laurie Metcalf   | Rachel           |
| Eli Wallach      | George           |
| Sheryl Lee Ralph | Beverly          |
| Jean Smart       | Patricia         |